# Astrarium

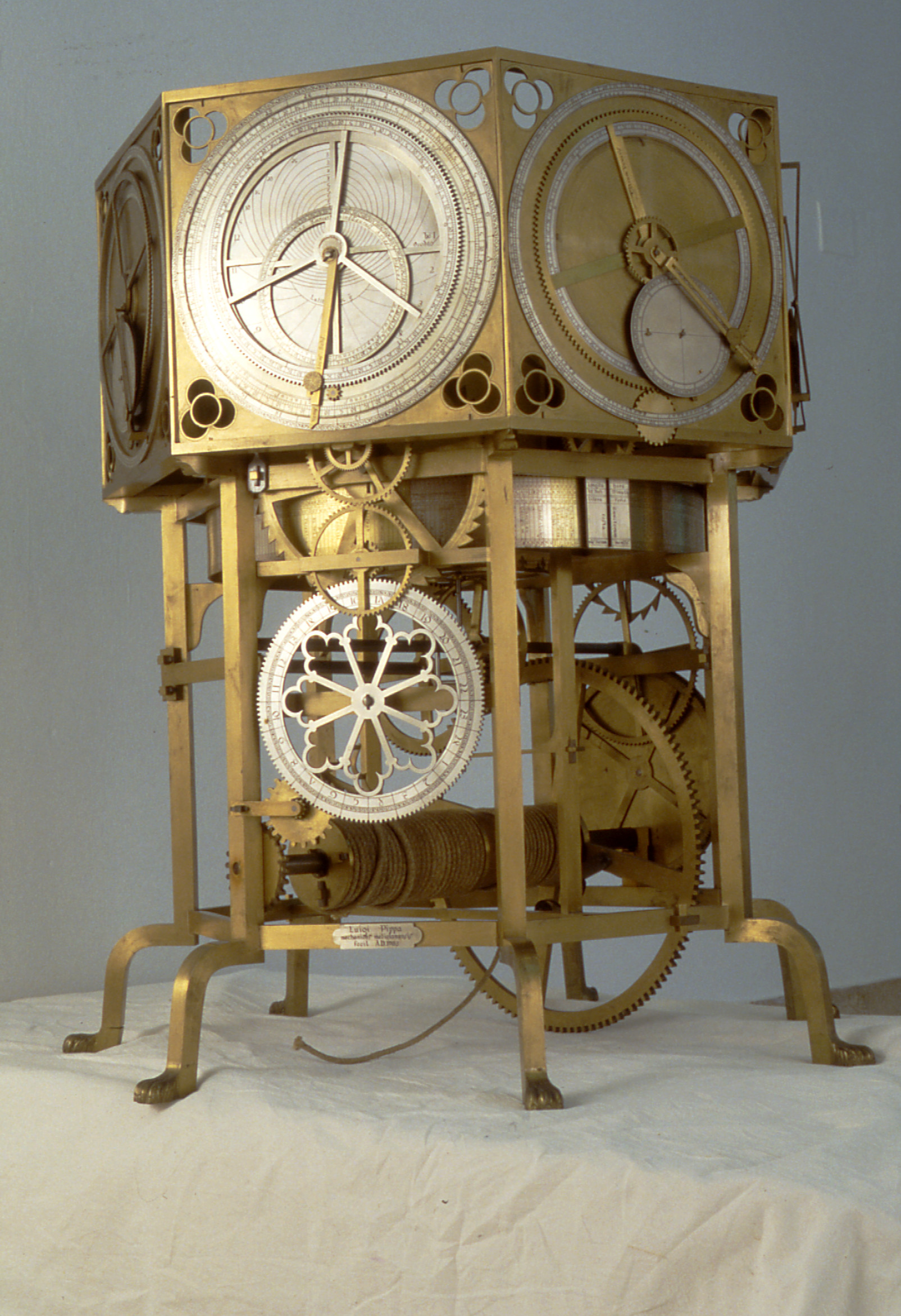
L'astrarium fet per Giovanni Dondi dell'Orologio amb hora mostrada, calendari d'any, moviment dels planetes, sol i lluna. Reconstrucció, Museo nazionale della scienza e della tecnologia Leonardo da Vinci, Milà

Un astrarium (en català hi ha referenciat el "rellotge-astrolabi del rei Pere") és la representació mecànica de la naturalesa cíclica dels objectes astronòmics en un rellotge. Es tracta, doncs, d'un tipus de rellotge astronòmic.

## Història

### Món grec i romà

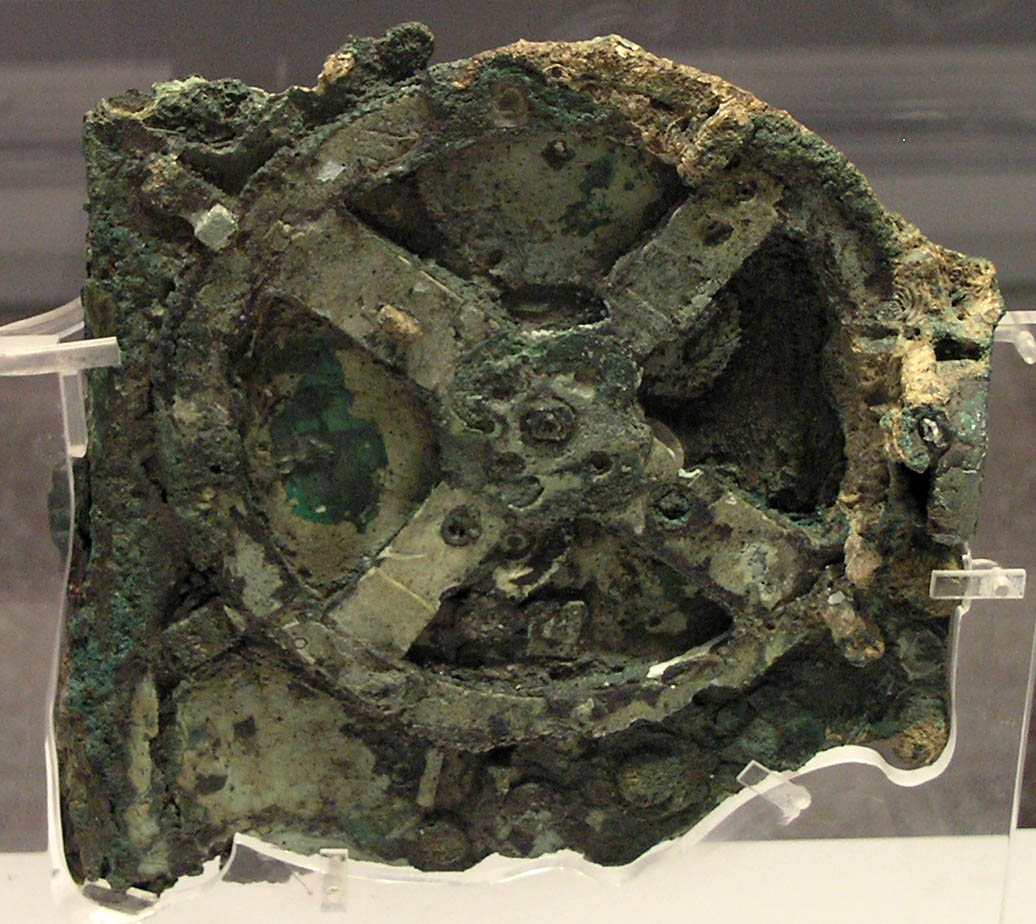
El mecanisme d'Anticitera (fragment principal)

Els primers astraria van ser aparells mecànics. Es diu que Arquímedes en va utilitzar una versió primitiva que podia predir les posicions del sol, la lluna i els planetes. El 17 de maig de 1902, un arqueòleg anomenat Valerios Stais va descobrir un tros de material oxidat amb un mecanisme amb rodes dentades que s'havia recuperat d'un naufragi prop d'Antikythera. Aquest mecanisme, conegut com a mecanisme d'Antikythera, va ser tornat a datar recentment entre [150 a 100 aC]. Un estudi ampli dels fragments, mitjançant raigs X, ha revelat prou detalls (engranatges, pinyons, manovella) per permetre als investigadors construir-ne rèpliques parcials. En els engranatges principals hi ha gravats els noms dels planetes (com Venus), cosa que deixa pocs dubtes sobre l'ús previst del mecanisme.
Tanmateix, abans de la fi de l'Imperi Romà, el coneixement i la ciència que hi ha darrere d'aquesta peça de rellotgeria es perdrien.

### Edat mitjana i Renaixement
El primer rellotge astrarium documentat el va construir l'any 1364 per Giovanni de' Dondi (1318–1388), un erudit i metge de l'Edat Mitjana interessat en l'astronomia i l'horologia. El rellotge original, que tenia 107 rodes i pinyons, es va perdre, potser durant el saqueig de Màntua el 1630, però de' Dondi va deixar-ne descripcions detallades que han sobreviscut, permetent la reconstrucció del rellotge. Mostra el temps mitjà, sideral o estel·lar i els moviments del sol, la lluna i els cinc planetes coneguts aleshores Venus, Mart, Saturn, Mercuri i Júpiter. Va ser concebut segons una concepció ptolemaica del sistema solar. De' Dondi es va inspirar en el seu pare Jacopo, que havia dissenyat el rellotge astronòmic de Piazzi dei Signori, Pàdua, l'any 1344, un dels primers d'aquest tipus.
En èpoques posteriors es van construir més astraria. Un exemple famós és el construït l'any 1774 per Eise Eisinga de Dronrijp, Frisia, Països Baixos. Mostrava tots els planetes i estava fixat al sostre d'una casa de Franeker on encara es pot visitar.
En l'època moderna, l'astrarium s'ha convertit en una atracció turística com un planetari explotat comercialment que mostra a IMAX la història de l'univers i altres fenòmens astronòmics.